# Trioceros tremperi
Trioceros tremperi là một loài thằn lằn trong họ Chamaeleonidae. Loài này được Necas miêu tả khoa học đầu tiên năm 1994.